# Al-Kiswah
Al-Kiswah (tiếng Ả Rập: الكسوة Al Kiswah cũng đánh vần Kissoué / Kiswe) là một thành phố thuộc tỉnh Rif Dimashq, thủ đô Syria. Nó nằm khoảng 8 dặm (13 kilômét) về phía nam của Damascus. Đó là địa điểm của Trận Marj al-Saffar 1303 và ngôi nhà thời thơ ấu của Adnan Awad.

Về mặt hành chính, Al-Kiswah thuộc quận Markaz Rif Dimashq. Đây là một trong những thị trấn lớn nhất của huyện theo dân số.

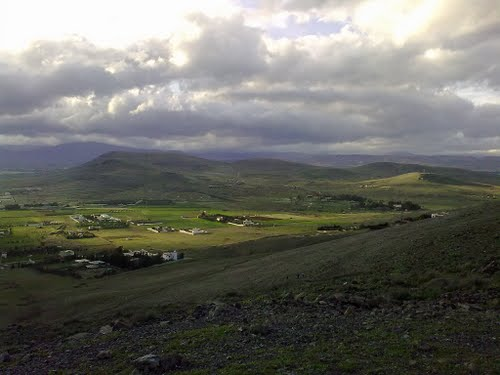
Trang trại Kiswe